# Monelata solida
Monelata solida är en stekelart som först beskrevs av Thomson 1858.  Monelata solida ingår i släktet Monelata, och familjen hyllhornsteklar. Arten är reproducerande i Sverige.